# Keep Your Cool
Keep Your Cool is het derde album van desertrocker Brant Bjork als soloartiest.
De nummers op het album hebben rustige en relaxte gitaarriffs met funk en soul invloeden. Het album kwam uit bij Duna Records, opgericht door Brant Bjork zelf.

## Tracklist
Cd, alles geschreven door Bjork.
| nr. | titel                | duur |
| --- | -------------------- | ---- |
| 1   | Hey, Monkey Boy      | 2:07 |
| 2   | Johnny Called        | 4:03 |
| 3   | Rock-N-Rol'e         | 4:25 |
| 4   | I Miss My Chick      | 4:08 |
| 5   | Keep Your Cool       | 2:47 |
| 6   | Gonna Make the Scene | 5:00 |
| 7   | Searchin'            | 3:56 |
| 8   | My Soul              | 6:48 |